# Csér
Csér est un village et une commune du comitat de Győr-Moson-Sopron en Hongrie.

## Histoire
Cser était habité par 45 personnes en 2004, ce nombre étant tombé à 27 lors du recensement de 2015.